# Elizabeth Wanyama
Elizabeth Wanyama (ur. 27 maja 1987) – kenijska siatkarka, reprezentantka kraju grająca jako libero. Obecnie występuje w drużynie Kenya Prisons.